# Nesticus ramirezi
Nesticus ramirezi là một loài nhện trong họ Nesticidae.
Loài này thuộc chi Nesticus. Nesticus ramirezi được miêu tả năm 2002 bởi Ott & Lise.